# British Empire Games 1938
De derde British Empire Games, een evenement dat tegenwoordig onder de naam Gemenebestspelen bekend is, werden gehouden van 5 tot en met 12 februari 1938 in Sydney, Australië.
Er namen vijftien teams deel aan deze spelen, één minder dan op de eerste editie. Debuterende teams waren Ceylon en Fiji. Newfoundland nam voor het eerst deel onder Canadese vlag. Van de debutanten op de tweede editie ontbraken Hongkong en Jamaica op deze editie.
Er werden er zeven sporten beoefend, hierbij maakte het roeien zijn rentree. De openingsceremonie vond plaats in het ‘Sydney Cricket Ground’voor 40.000 toeschouwers. Verder werden de wedstrijden gehouden in het ‘Sydney Sports Ground’, ‘North Sydney Pool’ en ’Henson Park’.

## Deelnemende teams

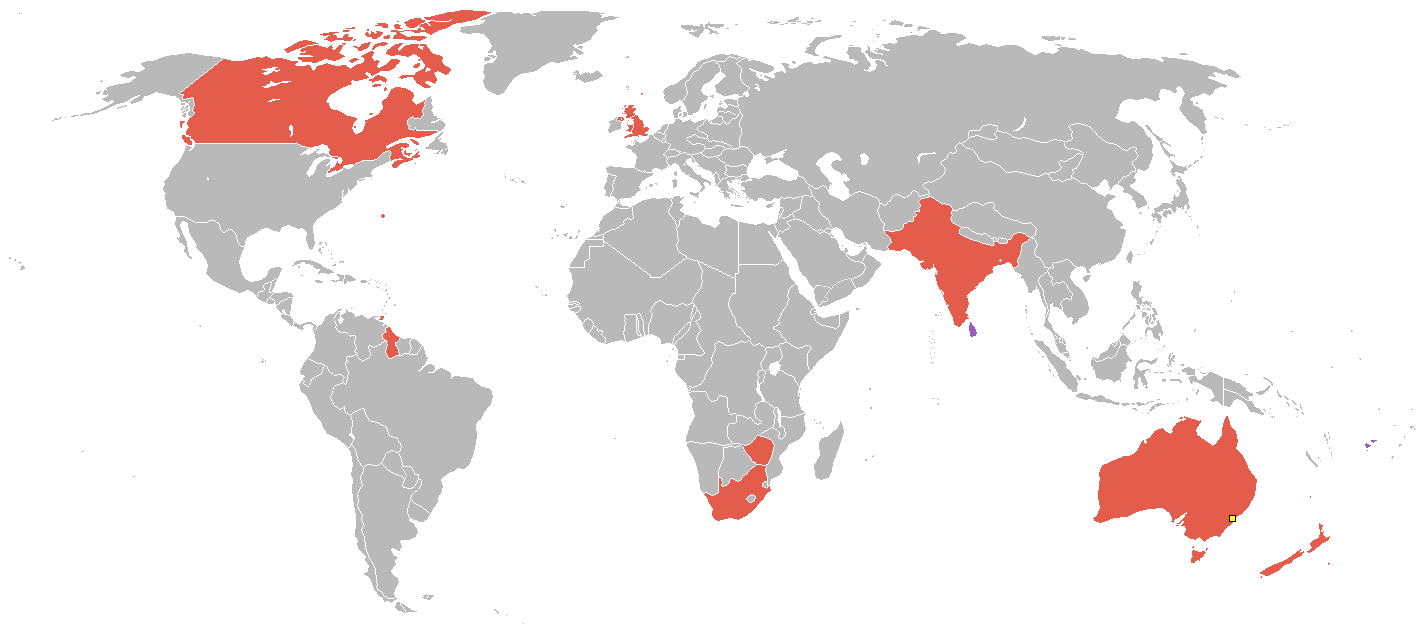
Deelnemende teams

## Sporten
| Sport                            | Onderdelen | Onderdelen | Onderdelen |
| Sport                            | Tot.       | M          | V          |
| -------------------------------- | ---------- | ---------- | ---------- |
| Atletiek                         | 28         | 20         | 8          |
| Boksen                           | 8          | 8          | 0          |
| Bowls                            | 3          | 3          | 0          |
| Roeien                           | 4          | 4          | 0          |
| Wielersport                      | 4          | 4          | 0          |
| Worstelen                        | 7          | 7          | 0          |
| Zwemsport Schoonspringen Zwemmen | 4 13       | 2 7        | 2 6        |
| Totaal                           | 71         | 55         | 16         |

## Medailleklassement
|        | Land          | Goud | Zilver | Brons | Totaal |
| ------ | ------------- | ---- | ------ | ----- | ------ |
| 1      | Australië     | 25   | 19     | 22    | 66     |
| 2      | Engeland      | 15   | 15     | 10    | 40     |
| 3      | Canada        | 13   | 16     | 15    | 44     |
| 4      | Zuid-Afrika   | 10   | 10     | 6     | 26     |
| 5      | Nieuw-Zeeland | 5    | 7      | 13    | 25     |
| 6      | Wales         | 2    | 1      | 0     | 3      |
| 7      | Brits-Ceylon  | 1    | 0      | 0     | 1      |
| 8      | Schotland     | 0    | 2      | 3     | 5      |
| 9      | Brits-Guiana  | 0    | 1      | 0     | 1      |
| 10     | Zuid-Rhodesië | 0    | 0      | 2     | 2      |
| Totaal | Totaal        | 71   | 71     | 71    | 213    |

Atletiek · Boksen · Bowls · Roeien · Schoonspringen · Wielersport · Worstelen · Zwemmen
1930 ·
1934 ·
1938 ·
1950 ·
1954 · 
1958 · 
1962 · 
1966 ·
1970 · 
1974 ·
1978 ·
1982 ·
1986 ·
1990 ·
1994 ·
1998 ·
2002 ·
2006 ·
2010 ·
2014 ·
2018 ·
2022 ·
2026